# Montagne du Conest
La montagne du Conest est une montagne de France située en Isère, dans le massif du Taillefer, au sud de Grenoble.

## Géographie
La montagne est entourée par les lacs de Laffrey en Matheysine à l'est et la basse vallée du Drac à l'ouest.
La Peyrouse constitue son point culminant avec 1 710 mètres d'altitude, à l'extrémité méridionale de la montagne, face au Sénépy plus au sud. Son alpage sommital classé en ZNIEFF de type I constitue un site de vol libre.

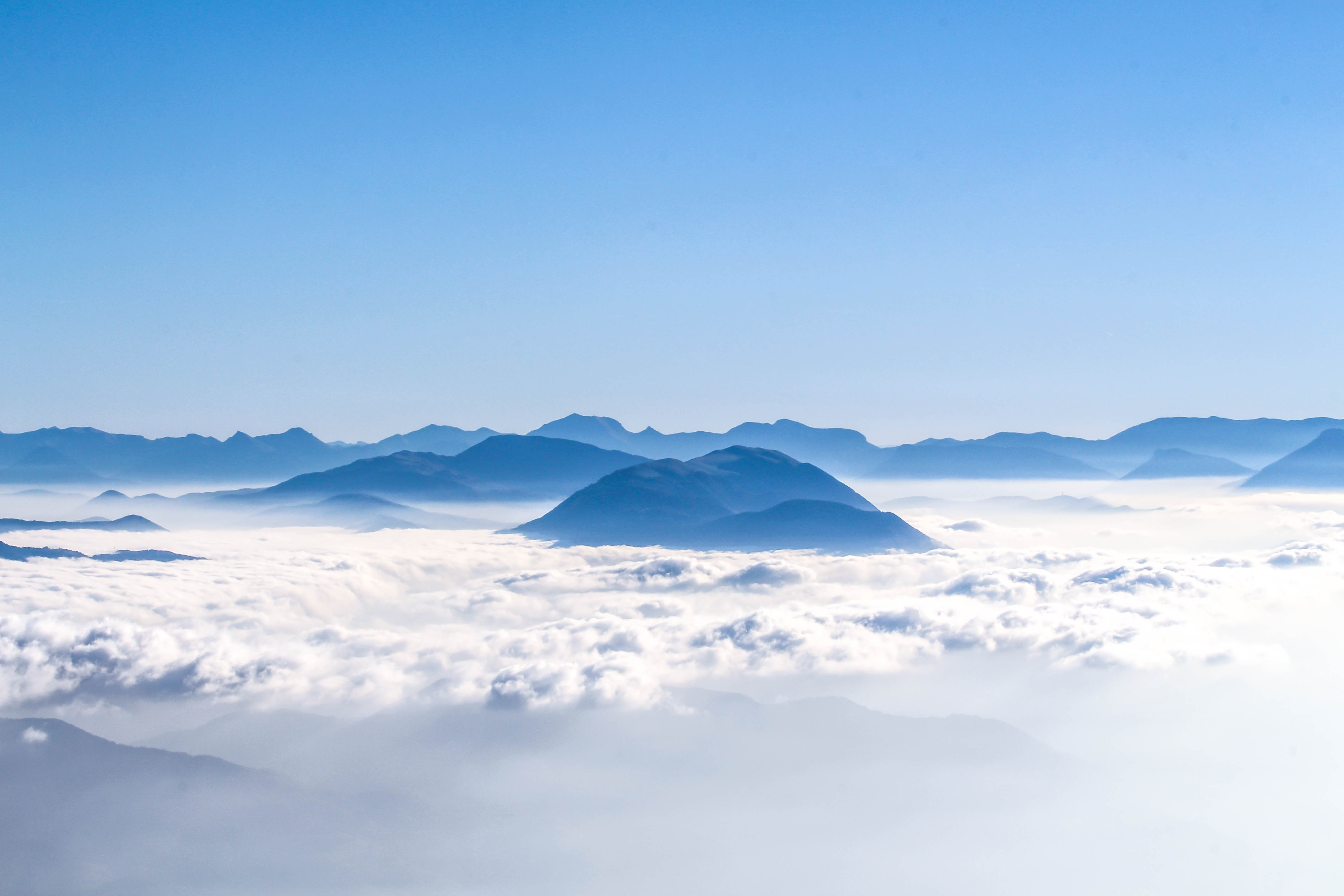
La montagne du Conest dépassant d'une mer de nuages.
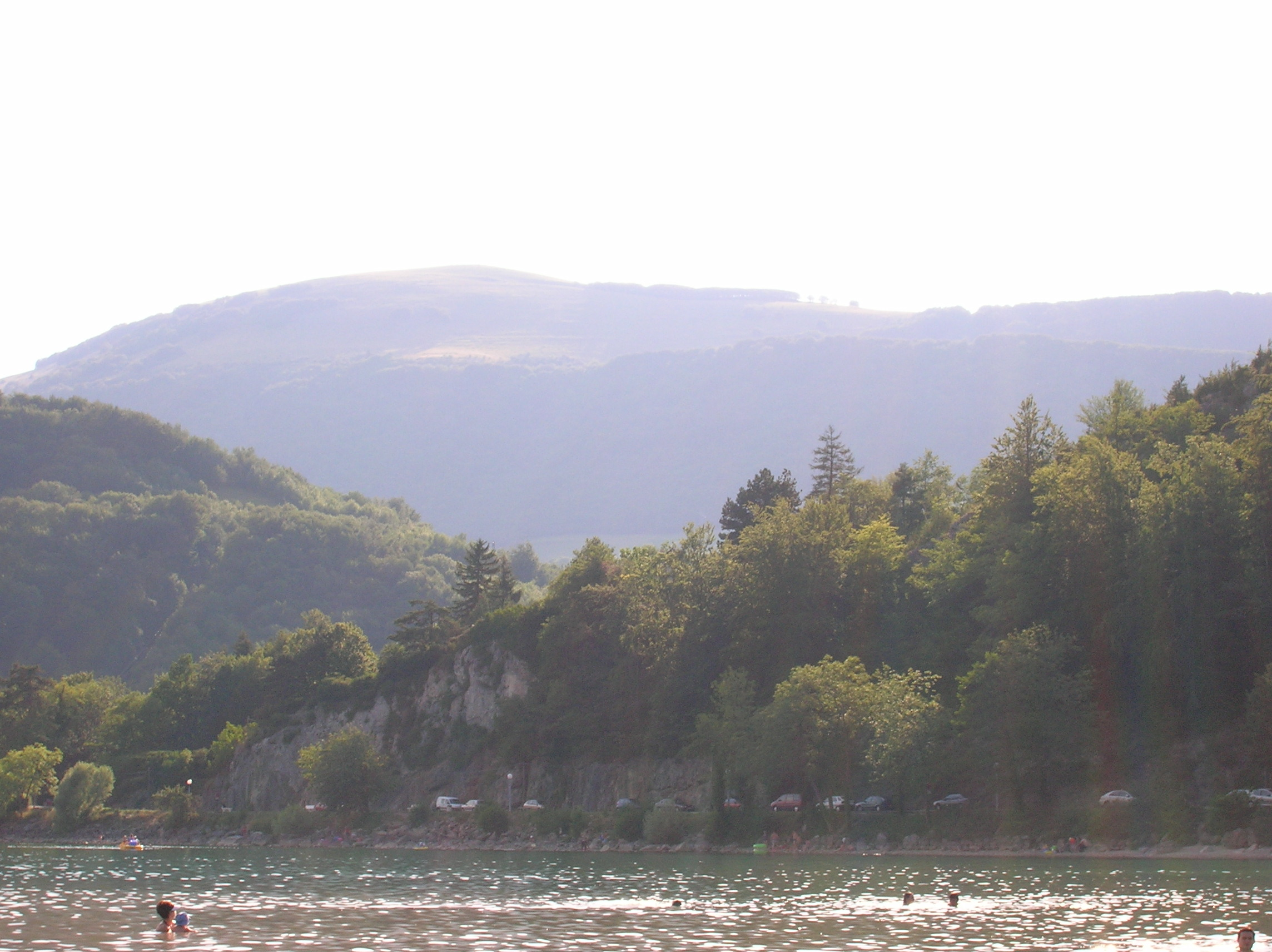
Face nord-est, depuis Laffrey
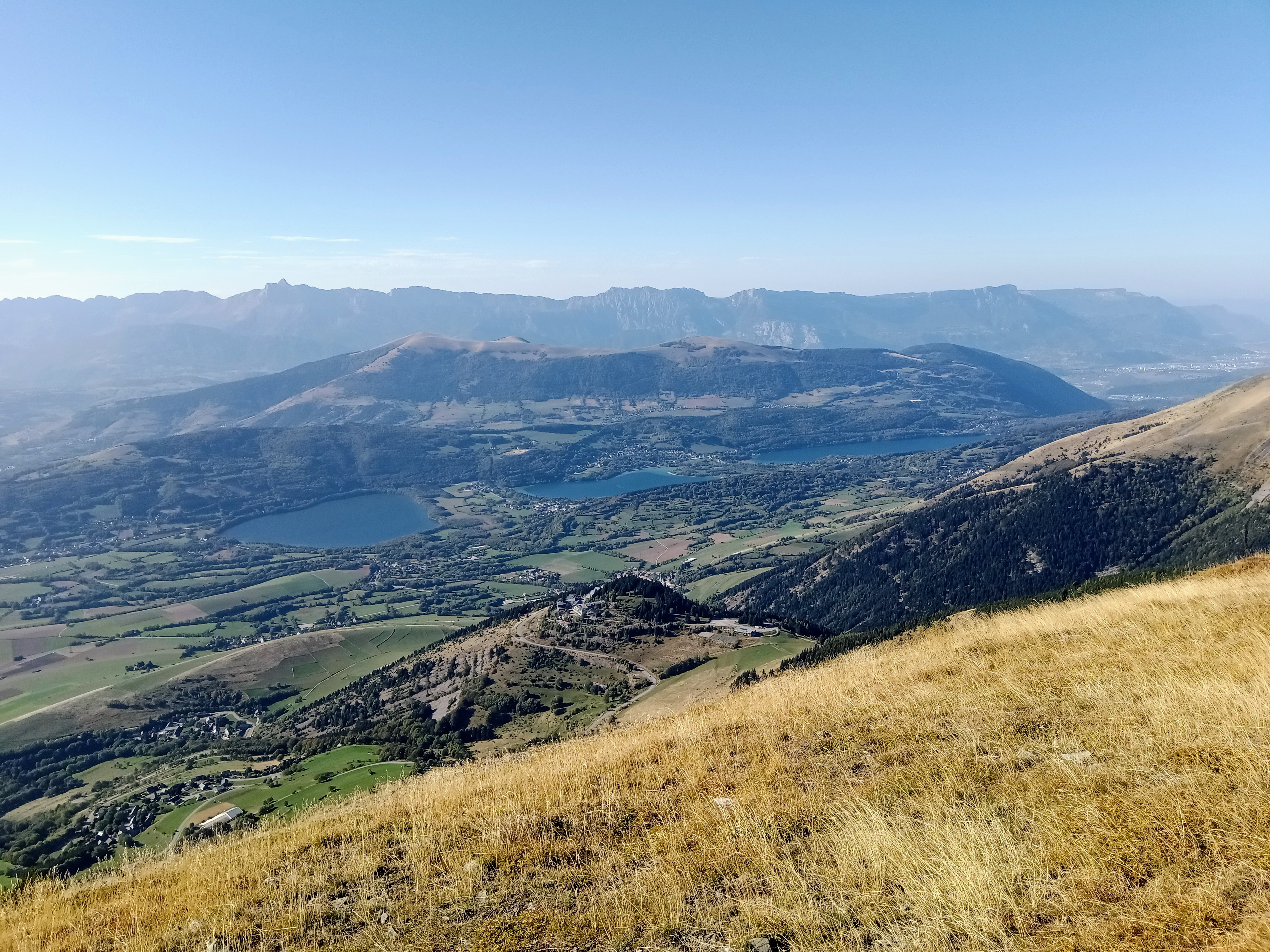
Les lacs de Laffrey, la montagne du Conest et le massif du Vercors vus depuis le Piquet de Nantes au sud-est.